# Jacobus van Tonder

a Compétitions nationales et continentales officielles uniquement.

b Matchs officiels uniquement.
Dernière mise à jour le 15 juillet 2025.
Jacobus van Tonder, né le 3 mars 1998 à Bloemfontein (Afrique du Sud), est un joueur sud-africain de rugby à XV, international français, évoluant aux postes de troisième ligne et de deuxième ligne au sein de l'USA Perpignan en Top 14.

## Carrière

### En club
Jacobus van Tonder est formé avec l'équipe du Grey College (en) de Bloemfontein ainsi qu'avec les équipes jeunes des Free State Cheetahs,.
En 2016, il est recruté par le club français de l'ASM Clermont évoluant en Top 14, dont il intègre le centre de formation et rejoint l'équipe espoir,. En 2018, il est sacré champion de France espoirs.
Il a fait ses débuts avec l'équipe professionnelle en avril 2018 lors d'une réception de l'Union Bordeaux Bègles, marquant à cette occasion son premier essai,. En août 2019, il prolonge son contrat avec le club auvergnat jusqu'en 2022.
Utilisé à l'origine aux postes de deuxième ligne ou de troisième ligne aile, il joue également à partir de 2020 en numéro 8,. En juin 2021, il prolonge à nouveau son contrat, portant son engagement jusqu'en 2024.
Souvent blessé, Van Tonder peine à s'imposer sur la durée avec l'ASM lors de ces premières saisons au club, malgré de bonnes performances et un talent reconnu,. En plus des blessures, il n'entre pas dans les plans du nouvel entraîneur Christophe Urios, arrivé à la fin du mois de janvier 2023,.
En juin 2023, après avoir été libéré de sa dernière année de contrat avec Clermont, il s'engage pour deux saisons en faveur de l'USA Perpignan, où il retrouve son ancien entraîneur Franck Azéma,. En septembre 2024, après une première saison aboutie sous ses nouvelles couleurs, il prolonge son contrat jusqu'en 2027,. En septembre également, il se blesse gravement au genou, ce qui met en danger sa saison 2024-2025, après seulement quatre matchs disputés,. Il revient finalement à la compétition au mois de mai 2025, et participe à la fin de saison de l'USAP. Il est ainsi titulaire en troisième ligne lors du match de barrage pour le maintien en Top 14, que son équipe remporte face au FC Grenoble,.

### En équipe nationale
Jacobus van Tonder joue avec l'équipe d'Afrique du Sud scolaire en 2016,.
En juin 2025, il est sélectionné par Fabien Galthié pour jouer avec l'équipe de France A face à l'Angleterre A,. Après cette première apparition, non officielle, avec le maillot bleu, il est retenu dans le groupe français pour disputer la tournée en Nouvelle-Zélande. Il obtient sa première sélection avec le XV de France lors du premier match de la série le 5 juillet 2025 à Dunedin, en tant que remplaçant. Il est ensuite titularisé une semaine plus tard, pour le second match de la série à Wellington.

## Palmarès
- Vainqueur du championnat de France espoirs en 2018 avec l'ASM Clermont.
- Finaliste du championnat de France en 2019 avec l'ASM Clermont.

## Statistiques internationales
Au 14 juillet 2025, Jacobus van Tonder compte 2 capes en équipe de France, dont 1 en tant que titulaire, depuis le 5 juillet 2025 contre la Nouvelle-Zélande.
| Année | Compétition | Matchs | Points | Essais |
| ----- | ----------- | ------ | ------ | ------ |
| 2025  | Test matchs | 2      | 0      | 0      |
| Total | Total       | 2      | 0      | 0      |